# Nuoto ai XVIII Giochi del Mediterraneo - Staffetta 4x100 metri stile libero femminile
La gara si è tenta il 24 giugno 2018.

## Record
Prima della competizione, i record erano i Seguenti:
| Record mondiale   | Australia | 3:30.05 | Gold Coast, Australia | 5 April 2018 |
| Record dei Giochi | Italia    | 3:40.63 | Pescara, Italia       | 27 June 2009 |

## Risultati
La competizione, disputata in finale diretta, si è nuotata alle 19:06.
| Pos. | Corsia | Nazione    | Nuotatrici                                                                                           | Tempo   | Note              |
| ---- | ------ | ---------- | --- | ------- | ----------------- |
| 1    | 4      | Italia     | Giada Galizi (55.57) Laura Letrari (55.13) Paola Biagioli (55.04) Erika Ferraioli (54.21)            | 3:39.35 | Record dei Giochi |
| 2    | 1      | Francia    | Marie Wattel (54.78) Léna Bousquin (55.63) Alizée Morel (55.76) Assia Touati (55.15)                 | 3:41.32 |                   |
| 3    | 3      | Spagna     | Marta González (55.44) Lidón Muñoz (55.13) Marta Cano (56.07) Melani Costa (55.24)                   | 3:41.88 |                   |
| 4    | 2      | Grecia     | Sofia Klikopoulou (56.53) Vasiliki Baka (56.66) Anna Ntountounaki (56.19) Theodora Drakou (55.32)    | 3:44.70 |                   |
| 5    | 6      | Turchia    | Selen Özbilen (56.09) Viktoriya Zeynep Güneş (56.85) Sezin Eligül (56.64) Ekaterina Avramova (55.36) | 3:44.94 | Record nazionale  |
| 6    | 7      | Portogallo | Rita Frischknecht (57.90) Raquel Pereira (58.45) Inês Fernandes (59.26) Diana Durães (58.54)         | 3:54.15 |                   |
| -    | 5      | Algeria    | | dns     |                   |